# Ingres
Ingres je relační databázový systém s komerční podporou, který je nyní šířen též pod open source licencí. Zkratka Ingres je akronym ze sousloví Interactive Graphics and Retrieval System. Projekt Ingres vznikl na kalifornské univerzitě v Berkeley v roce 1972. Zpočátku systém nepoužíval jazyk SQL, ale jeho obdobu QUEL.